# Голостьяново
Голостьяново — деревня в Торопецком районе Тверской области. Входит в состав Подгородненского сельского поселения.

## История
На топографической карте Фёдора Шуберта, изданной в 1871 году обозначена деревня Голостенова (Карповская). Имела 2 двора.
На карте РККА 1923—1941 годов обозначена деревня Голостеново. Имела 12 дворов.

## География
Деревня расположена в 5 км (по автодороге — 7 км) к юго-западу от районного центра Торопец. Ближайший населённый пункт — деревня Дедино.

### Климат
Деревня, как и весь район, относится к умеренному поясу северного полушария и находится в области переходного климата от океанического к материковому. Лето с температурным режимом +15…+20 °С (днём +20…+25 °С), зима умеренно-морозная −10…−15 °С; при вторжении арктических воздушных масс до −30…-40 °С.
Среднегодовая скорость ветра 3,5—4,2 метра в секунду.

### Часовой пояс
Деревня Голостьяново, как и вся Тверская область находится в часовой зоне МСК (московское время). Смещение применяемого времени относительно UTC составляет +3:00.

## Население
| 2010 |
| ---- |
| 1    |